# Красная Слобода (Крым)
Кра́сная Слобода́ (до 1948 года Солла́р; укр. Красна Слобода, крымскотат. Sollar, Соллар) — село в Белогорском районе Республики Крым, входит в состав Богатовского сельского поселения (согласно административно-территориальному делению Украины — Богатовского сельского совета Автономной Республики Крым).

## Население
| 2001 | 2014 |
| ---- | ---- |
| 176  | ↘138 |

Всеукраинская перепись 2001 года показала следующее распределение по носителям языка
| Язык             | Процент |
| ---------------- | ------- |
| русский          | 47.73   |
| крымскотатарский | 47.73   |
| украинский       | 4.55    |

### Динамика численности
| - 1805 год — 72 чел. - 1864 год — 58 чел. - 1886 год — 86 чел. - 1889 год — 115 чел. - 1892 год — 87 чел. - 1900 год — 172 чел. - 1915 год — 73 чел. | - 1926 год — 191 чел. - 1939 год — 94 чел. - 1989 год — 171 чел. - 2001 год — 176 чел. - 2009 год — 175 чел. - 2014 год — 138 чел. |

## Современное состояние
На 2017 год в Красной Слободе числится 7 улиц и 1 переулок; на 2009 год, по данным сельсовета, село занимало площадь 29 гектара на которой, в 69 дворах, проживало 175 человек. В селе действуют сельский клуб, фельдшерско-акушерский пункт, Красная Слобода связана автобусным сообщением с райцентром и соседними населёнными пунктами.

## География
Красная Слобода расположено на востоке района, в горах Внутренней гряды Крымских гор. Село лежит на левом берегу реки Кучук-Карасу, в 5 км к югу от шоссе Симферополь — Феодосия, высота центра села над уровнем моря — 339 м. Ближайшие сёла: Горлинка и Черемисовка — 3 км на север и Синекаменка — 2,5 км через горы (прямой дороги нет). Расстояние до райцентра — около 23 километров (по шоссе), до ближайшей железнодорожной станции Симферополь — примерно 60 километров. Транспортное сообщение осуществляется по региональной автодороге 35Н-103 от шоссе Симферополь — Феодосия до Поворотного (по украинской классификации — С-0-10327).

## История
Существует версия, что верхняя часть долины Кучук-Карасу (где находится и) в средневековье входила в состав Генуэзского владения капитанство Готия, но другими доступными источниками это пока не подтверждается.
Первое документальное упоминание села встречается в Камеральном Описании Крыма… 1784 года, судя по которому, в последний период Крымского ханства Соллар входил в Карасубазарский кадылык Карасубазарского каймаканства. После присоединения Крыма к России (8) 19 апреля 1783 года, (8) 19 февраля 1784 года, именным указом Екатерины II сенату, на территории бывшего Крымского Ханства была образована Таврическая область и деревня была приписана к Левкопольскому, а после ликвидации в 1787 году Левкопольского — к Феодосийскому уезду Таврической области. После Павловских реформ, с 1796 по 1802 год, входила в Акмечетский уезд Новороссийской губернии. По новому административному делению, после создания 8 (20) октября 1802 года Таврической губернии, Соллар была включена в состав Кокташской волости Феодосийского уезда.
По Ведомости о числе селений, названиях оных, в них дворов… состоящих в Феодосийском уезде от 14 октября 1805 года, в деревне Соллар числилось 12 дворов и 72 жителя, исключительно крымских татар. На военно-топографической карте генерал-майора Мухина 1817 года обозначен Соллар с 18 дворами. После реформы волостного деления 1829 года Салар, согласно «Ведомости о казённых волостях Таврической губернии 1829 года» остался в составе Кокташской волости. На карте 1836 года в деревне 23 двора, как и на карте 1842 года.
В 1860-х годах, после земской реформы Александра II, деревню приписали к Салынской волости того же уезда. В «Списке населённых мест Таврической губернии по сведениям 1864 года», составленном по результатам VIII ревизии 1864 года, Соллар (или Лесная) — владельческая греческо-татарская деревня с 15 дворами, 58 жителями и мечетью при речке Малой Кара-Су. По обследованиям профессора А. Н. Козловского начала 1860-х годов, в селении «…имелась пресная вода в изобилии из горных родников и ручьёв». На трёхверстовой карте Шуберта 1865—1876 года в деревне Соллар обозначено 23 двора. На 1886 год в деревне Солар, согласно справочнику «Волости и важнѣйшія селенія Европейской Россіи», проживало 86 человек в 10 домохозяйствах, действовали 2 мечети. В «Памятной книге Таврической губернии 1889 года», по результатам Х ревизии 1887 года, записан Соллар с 25 дворами и 115 жителями. На верстовой карте 1890 года в деревне обозначено 42 двора с татарско-русским населением. По «…Памятной книжке Таврической губернии на 1892 год» в Солларе, входившем в Коперликойское сельское общество, числилось 87 жителей в 19 домохозяйствах.
После земской реформы 1890-х годов, которая в Феодосийском уезде прошла после 1892 года, деревня осталась в составе Салынской волости. По «…Памятной книжке Таврической губернии на 1900 год» в Солларе, входившем в Коперликойское сельское общество, числилось 172 жителя в 15 домохозяйствах. По Статистическому справочнику Таврической губернии. Ч.II-я. Статистический очерк, выпуск пятый Феодосийский уезд, 1915 год, в деревне Соллар Салынской волости Феодосийского уезда числилось 19 дворов (все дворы с землёй) с татарским населением в количестве 73 человек приписных жителей, из которых 46 мужчин и 27 женщин. Жители владели 70 десятинами удобной земли. В хозяйствах имелось 20 лошадей, 2 вола и 10 коров и имение Д.С и Э. С. Крым того же названия.
После установления в Крыму Советской власти, по постановлению Крымревкома от 8 января 1921 года была упразднена волостная система и село вошло в состав вновь созданного Карасубазарского района Симферопольского уезда, а в 1922 году уезды получили название округов. 11 октября 1923 года, согласно постановлению ВЦИК, в административное деление Крымской АССР были внесены изменения, в результате которых округа ликвидировались, Карасубазарский район стал самостоятельной административной единицей и село включили в его состав. Согласно Списку населённых пунктов Крымской АССР по Всесоюзной переписи 17 декабря 1926 года, в селе Соллар, Бешуйского сельсовета Карасубазарского района, числилось 46 дворов, все крестьянские, население составляло 191 человек, из них 147 татар, 22 грека, 11 русских, 10 армян и 1 немец. По данным всесоюзной переписи населения 1939 года в селе проживало 94 человека.
В 1944 году, после освобождения Крыма от фашистов, согласно постановлению ГКО № 5859 от 11 мая 1944 года, 18 мая крымские татары были депортированы в Среднюю Азию, а по постановлению ГКО от 2 июня 1944 года, 27 июня 1944 года, войска НКВД приступили ко второму спецпереселению — греки из Соллара были высланы в Пермскую область и Среднюю Азию. 12 августа 1944 года было принято постановление № ГОКО-6372с «О переселении колхозников в районы Крыма», в исполнение которого в район завезли переселенцев: 6000 человек из Тамбовской и 2100 — Курской областей, а в начале 1950-х годов последовала вторая волна переселенцев из различных областей Украины. С 25 июня 1946 года Соллар в составе Крымской области РСФСР. Указом Президиума Верховного Совета РСФСР от 18 мая 1948 года, Соллар переименовали в Красную Слободу. 26 апреля 1954 года Крымская область была передана из состава РСФСР в состав УССР. Время переподчинения Богатовскому сельсовету пока не установлено (на 15 июня 1960 года село уже в его составе) — по доступным данным село Черносливка, ранее центр Бешуйского сельсовета, ликвидировано до 1954 года. По данным переписи 1989 года в селе проживал 171 человек. С 12 февраля 1991 года село в восстановленной Крымской АССР, 26 февраля 1992 года переименованной в Автономную Республику Крым. С 21 марта 2014 года в составе Крыма аннексирована Россией.